# الطراد المساعد كورموران
الطراد المساعد كورموران (بالألمانية: Kormoran) سفينة تجارية مسلحة استعملتها البحرية الألمانية لشن الغارات. وقد تمكنت كورموران من إغراق الطراد الأسترالي سيدني في معركة بحرية وقعت قبالة السواحل الغربية لأستراليا في 19 نوفمبر 1941 قبل أن تغرق كورموران لاحقا.